# 陣内孝則
陣内 孝則（じんない たかのり、1958年〈昭和33年〉8月12日 - ）は、日本の俳優、ミュージシャン、タレント、司会者、映画監督。ジェイ・オフィス所属（2013年12月よりオスカープロモーションと業務提携）。
福岡県大川市出身。妻は陣内恵理子。

## 人物・来歴

### 生い立ち
実家は、家具の生産量日本一を誇る福岡県大川市で婚礼家具などを製造する木工所「陣内木工」を営んでいた。3兄妹の長男として生まれ、祖父母、両親、弟、妹、親戚、住み込みの弟子を含めた34人の大所帯で育つ。子供のころから成績は優秀で、中学受験で佐賀大学教育学部附属中学校に合格し、進学。高校は一年遅れで地元福岡の西南学院高等学校に進学した。
中学時代の同級生には元佐賀県知事で衆議院議員の古川康、高校時代の同級生には糸島市市長の月形祐二がいる。俳優の池松壮亮の母とは実家が近所の幼馴染で、父とも高校の同級生だった。

### 音楽活動
福岡にライブハウスが多かったこともあり、陣内も高校時代から『ザ・ロッカーズ』のボーカルとしてバンド活動をしていた。5年間のアマチュア活動を経て1980年に音楽プロデューサーの上野義美に博多でスカウトされ、メジャーデビューを果たす。当時は、桑名正博の前座としても活動していた。
上京のきっかけは、『ザ・ベストテン』で同郷の先輩の大川栄策がタンスを担いで出演したのを見て「俺も何かせんといかん」と決意したからである。父親には「そんなもので食っていけるのか?」と問われたが、自身は「俺は夢を食って生きていく!」と言い返した。
福岡時代からメンバーは仲が良く上京後は立川の米軍ハウスを借りて共同生活をしていたが、次第に仲違いするようになった影響で1982年をもって解散となった。
1984年にソロとして香港映画『五福星』の主題歌を担当。上映記念で武道館で行われたイベントに出席。主題歌でカラオケで配信されているのはB面の「踊れANGEL」のみである。
その後、本格的に俳優に転身するが「音楽で食っていけるんなら音楽を続けていたかったが、そういうわけにも行かなかったので俳優をやっている」とも発言している。

### 俳優活動
ロッカーズ時代にルースターズの大江慎也、池畑潤二らも出演した『爆裂都市 BURST CITY』（石井聰互監督）が俳優デビュー作。
バンド解散後、役者に転向。転向後は浅野ゆう子らとともにトレンディドラマに出演して顔が知られる。その後は途切れることなく多くの映画やテレビドラマに出演し続けている。
1987年、梶間俊一監督の映画『ちょうちん』にて主演を務め、ブルーリボン賞と報知映画賞の主演男優賞を受賞。
三上博史、柳葉敏郎と親交がある。
コミカルな役から重厚な役まで様々な役を演じるが、実際はひょうきんな性格で、バラエティ番組にも積極的に出演。お笑い芸人並に喋る機会を窺っており、笑いに対し非常に貪欲である（特にダウンタウンからは毎度のようにツッコまれている）。

### 親族
私生活では1987年に資生堂キャンペーンアイドルグループのシャワーの元メンバーでモデルの秋山絵梨子（現・陣内恵理子）と結婚。陣内の実家が婚礼家具を造る木工所だったこともあり、結婚の際に妻は陣内家の親族からタンスを担げるか問われている（モデルで身長が171cmあったことから、体格的にタンスは担げると判断された）。ちなみに、陣内の母も大柄で常に父親からは「でかい女と結婚しろ」と言われていた。2018年には「いい夫婦 パートナー・オブ・ザ・イヤー 2018」に選ばれ結婚会見以来31年ぶりに夫婦揃ってメディアの前に登場した。妻との間には息子が2人おり、長男はフジテレビに就職し、『情報プレゼンター とくダネ!』などのディレクターをしている。
関西テレビの単発番組『陣内家』（2004年2月14日放送）において、陣内貴美子とは遠戚にあたり、逆に陣内智則とは遠縁でも何でもないことが判明した。

### 健康問題
2024年6月27日、肺がんの手術を受けたことを公表した。

### その他エピソード
荒井由実（当時）の「卒業写真」が嫌い。これは、高校時代に交際していた女性から、喫茶店で東京の大学への進学を理由に別れを切り出され、陣内が必死に説得し、彼女が思い直したその時「卒業写真」が流れた。彼女は「卒業写真」の歌詞を自らの現状に投影してしまい、結局陣内はその女性と別れたことが原因となっている。
「ザ・ロッカーズ」時代は、父親に同郷の騎手・的場文男（大井競馬）の活躍を引き合いに出されて「お前はなんばしよっとか!」と怒られていた。
売れていない1980年代中期ごろに、ディレクターからアイドルへの楽曲提供の誘いを受けた。当該アイドルはおニャン子クラブだったが、自分はロック・ミュージシャンだという矜持から「アイドルに曲なんか書けるわけない」と一度は断る。しかし、友人のミュージシャンがおニャン子クラブに楽曲提供したところ、陣内曰く「（その友人が）急に外車とか乗るようになった」ことから「失敗した」とすぐに考えを改め、自ら楽曲提供を願い出た。その後、おニャン子クラブ発のユニットであるうしろゆびさされ組に、「上手な恋の飲みかた」「天使のアリバイ」の2曲（いずれもアルバム『ふ・わ・ふ・ら』収録）を提供。その結果本人曰く「バンド（ロッカーズ）の時より多く印税が入った」とのことである。
競馬には非常に強い関心があり、日本中央競馬会に登録の馬主として、自身も競走馬を所有している。所有馬キクジロウ（名前の由来は自身が主演したテレビ朝日系テレビドラマ『菊次郎とさき』で演じたビートたけしの父：北野菊次郎）が、2008年5月4日の第2回東京競馬第4日の第3競走の3歳未勝利戦（ダート1600m）で初勝利を挙げた。表彰式では『菊次郎とさき』で着用したハッピを着て愛馬の口取りを行った。また、当日京都競馬場で開催された第137回天皇賞・春に優勝したアドマイヤジュピタの母：ジェイズジュエリーも所有馬であったため、陣内にとっては嬉しい一日となった。

## ディスコグラフィ

### シングル
| 枚                             | 発売日                         | タイトル                       | c/w                                       | 規格品番                       |
| キャニオン・レコード / SEE-SAW | キャニオン・レコード / SEE-SAW | キャニオン・レコード / SEE-SAW | キャニオン・レコード / SEE-SAW            | キャニオン・レコード / SEE-SAW |
| ------------------------------ | ------------------------------ | ------------------------------ | ----------------------------------------- | ------------------------------ |
| 1st                            | 1982年4月1日                   | 視界ゼロの女(マチ)             | セルナンバー 8(第8病棟)/バトル ロッカーズ | 7A-0158                        |
| 2nd                            | 1982年10月21日                 | 陣内の自動車ショー歌           | D.D ROCK'N' ROLL                          | 7A-0227                        |
| 3rd                            | 1983年3月21日                  | バージン狩り                   | ジルバエブリディ                          | 7A-0260                        |
| キャニオン・レコード           |                                |                                |                                           |                                |
| 4th                            | 1984年7月5日                   | SUPER SUPERSTAR                | 踊れAngel                                 | 7A-0397                        |
| 5th                            | 1984年9月21日                  | ハートブレイクCrossin'         | サヨナラを言わないでくれ                  | 7A-0417                        |
| キャニオン・レコード / SEE-SAW |                                |                                |                                           |                                |
| 6th                            | 1985年3月21日                  | 悲しき狙撃者(スナイパー)       | ONE NIGHT HONEYMOON                       | 7A-0475                        |
| 7th                            | 1986年8月21日                  | サヨナラCity Lights            | 風にキールをふりまいて                    | 7A-0671                        |
| 8th                            | 1987年3月5日                   | 現在人(Imagine)                | GOLDEN TIME                               | 7A-0697                        |
| 9th                            | 1987年8月21日                  | 火の玉KISS                     | クラッシュ・メモリー                      | 7A-0760                        |
| ポニーキャニオン / SEE-SAW     |                                |                                |                                           |                                |
| 10th                           | 1988年1月21日                  | 涙のモーターウェイ             | 1ミリパールの涙                           | 7A-0809                        |
| 11th                           | 1988年7月6日                   | 辛口                           | Actor                                     | 7A-0872                        |
| 日本コロムビア                 |                                |                                |                                           |                                |
| 12th                           | 2002年1月19日                  | ワイルド・ジャンボ・ロック     | 東京キケン野郎                            | COCA-50678                     |

### アルバム

#### オリジナル・アルバム
| 枚                             | 発売日                         | タイトル                               | 規格品番                       |
| キャニオン・レコード / SEE-SAW | キャニオン・レコード / SEE-SAW | キャニオン・レコード / SEE-SAW         | キャニオン・レコード / SEE-SAW |
| ------------------------------ | ------------------------------ | -------------------------------------- | ------------------------------ |
| 1st                            | 1982年11月21日                 | 旋風児                                 | C28A-0252                      |
| 1st                            | 1995年5月19日                  | 旋風児                                 | PCCA-00751                     |
| 2nd                            | 1984年12月5日                  | 夜を抱きしめて -ALL THROUGH THE NIGHT- | C28A-0390                      |
| 3rd                            | 1985年11月21日                 | Rendez-Vous                            | C28A-0448                      |
| 3rd                            | 1985年11月21日                 | Rendez-Vous                            | D32A-0130                      |
| 3rd                            | 1990年10月21日                 | Rendez-Vous                            | PCCA-00135                     |
| 4th                            | 1986年10月5日                  | BALLAD OF T.J.                         | C28A-0518                      |
| 4th                            | 1986年10月5日                  | BALLAD OF T.J.                         | D32A-0222                      |
| 4th                            | 1990年10月21日                 | BALLAD OF T.J.                         | PCCA-00136                     |
| 5th                            | 1987年5月21日                  | Kir                                    | C28A-0518                      |
| 5th                            | 1987年5月21日                  | Kir                                    | D32A-0288                      |
| 5th                            | 1990年10月21日                 | Kir                                    | PCCA-00137                     |

#### ベスト・アルバム
| 枚                         | 発売日         | タイトル                        | 規格品番   |
| ポニー                     | ポニー         | ポニー                          | ポニー     |
| -------------------------- | -------------- | ------------------------------- | ---------- |
| 1st                        | 1987年7月21日  | 陣内孝則 ベスト                 | D32P-6092  |
| ポニーキャニオン / SEE-SAW |                |                                 |            |
| 2nd                        | 1988年11月21日 | 陣内孝則BEST HITS 16 "PRESENTS" | D32P-6311  |
| ポニーキャニオン           |                |                                 |            |
| 3rd                        | 2018年8月17日  | ANTHOLOGY OF J                  | PCCA-04698 |

### タイアップ曲
| 楽曲                       | タイアップ                                            |
| -------------------------- | ----------------------------------------------------- |
| 視界ゼロの女(マチ)         | 東映セントラルフィルム『爆裂都市 BURST CITY』テーマ曲 |
| SUPER SUPERSTAR            | 東映映画『五福星』主題歌                              |
| ハートブレイクCrossin'     | フジテレビ系アニメ『ふたり鷹』オープニングテーマ      |
| サヨナラを言わないでくれ   | フジテレビ系アニメ『ふたり鷹』エンディングテーマ      |
| 悲しき狙撃者(スナイパー)   | 東映映画『ビッグマグナム 黒岩先生』主題歌             |
| 現在人 (Imagine)           | ニッカ・ニューブレンド CMソング                       |
| 火の玉KISS                 | SHISEIDO『GEAR』プロモーションソング                  |
| 辛口                       | TBS系ドラマ『結婚してシマッタ!』主題歌                |
| ワイルド・ジャンボ・ロック | テレビ朝日系『ジャングルブック』オープニングテーマ    |

### 参加作品
| 発売日         | 作品                                         | 名義            | 参加曲                       | 概要                                       |
| -------------- | -------------------------------------------- | --------------- | ---------------------------- | ------------------------------------------ |
| 1994年11月18日 | B・BLUES                                     | PLATINUM SAX    | 「SUSIE Q」                  | 陣内孝則、花田裕之、窪田晴男らによるバンド |
| 1994年11月18日 | B・BLUES                                     | PLATINUM SAX    | 「HOME WORK」                | 陣内孝則、花田裕之、窪田晴男らによるバンド |
| 1994年11月18日 | B・BLUES                                     | PLATINUM SAX    | 「I'VE GOT MY MOJO WORKING」 | 陣内孝則、花田裕之、窪田晴男らによるバンド |
| 1994年11月18日 | B・BLUES                                     | PLATINUM SAX    | 「クレオパトラ・ドリーム」   | 陣内孝則、花田裕之、窪田晴男らによるバンド |
| 1994年11月18日 | B・BLUES                                     | PLATINUM SAX    | 「夜に溶けてゆく」           | 陣内孝則、花田裕之、窪田晴男らによるバンド |
| 1994年11月18日 | B・BLUES                                     | PLATINUM SAX    | 「B・BLUES」                 | 陣内孝則、花田裕之、窪田晴男らによるバンド |
| 1994年11月18日 | B・BLUES                                     | PLATINUM SAX    | 「ラブ・ミー・テンダー」     | 陣内孝則、花田裕之、窪田晴男らによるバンド |
| 1994年11月18日 | B・BLUES                                     | PLATINUM SAX    | 「愛する君に」               | 陣内孝則、花田裕之、窪田晴男らによるバンド |
| 1994年11月18日 | B・BLUES                                     | PLATINUM SAX    | 「Main Circuit」             | 陣内孝則、花田裕之、窪田晴男らによるバンド |
| 1994年11月18日 | B・BLUES                                     | PLATINUM SAX    | 「ハード・デイズ・ララバイ」 | 陣内孝則、花田裕之、窪田晴男らによるバンド |
| 2006年8月23日  | バックダンサーズ! オリジナルサウンドトラック | 陣内孝則        | 「人混みの中のダイヤモンド」 | 映画『バックダンサーズ!』関連曲            |
| 2006年8月23日  | バックダンサーズ! オリジナルサウンドトラック | hiro & 陣内孝則 | 「いつか二人で (Live ver.)」 | 映画『バックダンサーズ!』関連曲            |

### 提供作品
| 歌手名             | 曲名               | 収録（初出のみ）                               | 年     | 作詞       | 作曲             |
| ------------------ | ------------------ | ---------------------------------------------- | ------ | ---------- | ---------------- |
| 宇沙美ゆかり       | 風のプリマドンナ   | シングル「風のプリマドンナ」                   | 1985年 | 高橋研     | 陣内孝則         |
| 中村あゆみ         | Three Time Looser  | シングル「ちょっとやそっとじゃCAN'T GET LOVE」 | 1986年 | 中村あゆみ | 陣内孝則・高橋研 |
| 中村あゆみ         | Jail House Boy     | アルバム『FAIR CHILD』                         | 1986年 | 中村あゆみ | 陣内孝則         |
| うしろゆびさされ組 | 上手な恋の飲みかた | アルバム『ふ・わ・ふ・ら』                     | 1986年 | 沢ちひろ   | 陣内孝則         |
| うしろゆびさされ組 | 天使のアリバイ     | アルバム『ふ・わ・ふ・ら』                     | 1986年 | 沢ちひろ   | 陣内孝則         |

### ミュージック・ビデオ
- GIVE ME FIVE!/AKB48
ドラマ部分の教師役で出演。

## 出演作品
※主演は太字表記

### テレビドラマ
- あまく危険な香り（1982年、TBS）
- 幕末青春グラフィティ 坂本竜馬（1982年、日本テレビ） - 安岡嘉助 役
- おゆう（1983年、TBS） - 幸吉 役
- 父（パッパ）からの贈りもの（1985年6月17日 - 7月12日、NHK）
- ライスカレー（1986年4月3日 - 6月26日、フジテレビ、木曜劇場） - 坂本明 役
- 一家だんらん物語（1986年8月23日 - 9月27日、TBS） - 栄二郎 役
- な・ま・い・き盛り「第3話」（1986年10月30日、フジテレビ）
- 恋する時間です（1986年10月18日 - 12月20日、日本テレビ） - 桑原盛之助 役
- 結婚物語（1987年2月14日 - 3月28日、日本テレビ、土曜グランド劇場） - 大島正彦 役
  - 新婚物語（1988年10月8日 - 1989年1月28日）
- 大河ドラマ（NHK）
  - 独眼竜政宗（1987年） - 豊臣秀次 役
  - 太平記（1991年） - 佐々木道誉 役
  - 毛利元就（1997年） - 陶晴賢 役
  - 軍師官兵衛（2014年） - 宇喜多直家 役
  - 麒麟がくる（2020年） - 今井宗久 役[17]
- ぼくの姉キはパイロット!（1987年8月18日 - 9月22日、TBS） - 川崎敬詩 役
- 君の瞳をタイホする!（1988年1月4日 - 3月21日、フジテレビ） - 沢田一樹 役
- 結婚してシマッタ!（1988年6月29日 - 8月17日、TBS） - 小早川信孝 役
- 連続テレビ小説 青春家族（1989年4月3日 - 9月30日、NHK） - 潮木史生 役
- 愛しあってるかい!（1989年10月16日 - 12月18日、フジテレビ） - 日色一平 役
  - 愛しあってるかい!スペシャル（1990年4月4日）
- 野望の国 嵐の章（1989年10月28日 - 12月23日、日本テレビ） - 高杉晋作 役
- ダックスフントのワープ（1989年11月、NHK）
- 恋のパラダイス（1990年4月12日 - 6月28日、フジテレビ） - 伊達正人 役
- 忠臣蔵（1990年12月26日、TBS） - 堀部安兵衛 役
- 1970ぼくたちの青春（1991年6月21日、フジテレビ）
- 先生のお気にいり!（1991年6月28日 - 9月20日、TBS） - 神長仁 役
- ボクのお見合い日記（1991年9月1日 - 1991年9月29日、TBS、日曜劇場） - 主演
- ADブギ・リターンズ（1992年10月19日、TBS）
- 世にも奇妙な物語（フジテレビ）
  - '92 春の特別編「気づかれない男」（1992年） - 花田力夫 役
  - '00 秋の特別編「よう、鈴木!」（2000年） - 鈴木博 役
- 俺のベイビー! 春風荘異聞（1992年4月23日、日本テレビ、ドラマシティー'92） - 主演
- 天下を獲った男 豊臣秀吉（1993年1月1日、TBS大型時代劇スペシャル） - 語り
- 並木家の人々（1993年1月14日 - 3月25日、フジテレビ、木曜劇場） - 並木清次 役
- イエローカード（1993年7月2日 - 9月24日、TBS） - 福田正夫 役
- ざけんなョ!!5 私は不幸だと嘆いている方々へ…「世界で一番不幸な男」（1993年10月22日、フジテレビ、金曜エンタテイメント） - 主演
- ゴールデンボーイズ 1960笑売人ブルース（1993年、日本テレビ） - ポール牧 役
- 出逢った頃の君でいて（1994年4月13日 - 6月29日、日本テレビ） - 三輪圭介 役
- お兄ちゃんの選択（1994年10月9日 - 12月25日、TBS、日曜劇場） - 小暮修司 役
- 名探偵 明智小五郎シリーズ（1994年 - 1999年、フジテレビ、金曜エンタテイメント） - 明智小五郎 役
  - 地獄の道化師（1994年12月9日）
  - 吸血カマキリ（1995年7月28日）
  - 暗黒星 天の怒りか地の悲しみか、21年ぶりの日食の日に起きた連続殺人（1996年1月19日）
  - 吸血鬼（1999年2月12日）
- ヘルプ!（1995年1月13日 - 3月17日、フジテレビ） - 森尾修一 役
- 古畑任三郎 スペシャル「笑うカンガルー」（1995年4月12日、フジテレビ） - 二本松晋 役
  - 古畑任三郎 スペシャル「消えた古畑任三郎」（1996年4月9日）
- ひとりにしないで（1995年7月6日 - 9月21日、フジテレビ、木曜劇場） - 山岡研太郎 役
- 勝利の女神（1996年4月16日 - 6月25日、フジテレビ） - 片桐廉太郎 役
- 三毛猫ホームズシリーズ（1996年 - 1998年、テレビ朝日） - 片山義太郎 役
  - 三毛猫ホームズの推理（1996年9月23日）
  - 三毛猫ホームズの黄昏ホテル（1998年2月21日）
- ストーカー・誘う女（1997年1月9日 - 3月20日、TBS） - 森田柊志 役
- まかせてダーリン（1998年1月11日 - 3月29日、TBS、日曜劇場） - 浅井景虎 役
- ショムニ（1998年7月1日、フジテレビ） - 鮫島亨 役
- 眠れる森（1998年10月8日 - 12月24日、フジテレビ、木曜劇場） - 国府吉春 役
- 天国に一番近い男（1999年 - 2001年、TBS） - 天童世死見 役 ※松岡昌宏とダブル主演
  - 天国に一番近い男（1999年1月8日 - 3月19日）
  - 天国に一番近い男 炎の命がけスペシャル（1999年9月24日）
  - さらば天国に一番近い男 史上最強の大決戦スペシャル!（2000年12月29日）
  - 天国に一番近い男 教師編（2001年4月13日 - 6月29日）
- リミット もしも、わが子が…（2000年7月3日 - 9月11日、日本テレビ） - 古賀英寿 役
- 愛をください（2000年7月5日 - 9月20日、フジテレビ） - 葛井昴 役
- バーチャルガール（2000年1月15日 - 3月11日、日本テレビ） - 瀬名俊介 役
- カバチタレ!（2001年1月11日 - 3月22日、フジテレビ、木曜劇場） - 大野勇 役
- ハート（Heart/Hurt）（2001年9月3日 - 11月5日、NHK、月曜ドラマシリーズ） - 弘岡直 役
- 5時空警察捜査一課シリーズ（2001年 - 2005年、日本テレビ） - 伊能恭介 役
  - 時空警察 PART1（2001年12月30日）
  - 時空警察 PART2（2002年12月25日）
  - 時空警察 PART3（2003年12月28日）
  - 時空警察 PART4（2004年9月29日）
  - 時空警察 PART5（2005年1月5日）
- ナンバーワン（2001年12月27日、TBS） - 矢田部健三 役
- 人にやさしく（2002年1月7日 - 3月18日、フジテレビ） - 日向龍一 役
- 探偵家族（2002年7月13日 - 9月14日、日本テレビ） - 田中一郎 役
- 陰陽師☆安倍晴明〜王都妖奇譚〜（2002年 フジテレビ、スーパー時代劇） - 橘影連 役
- 笑顔の法則（2003年4月13日 - 6月22日、TBS、日曜劇場） - 倉沢幸一 役 ※特別出演
- 菊次郎とさきシリーズ（2003年 - 2007年 テレビ朝日） - 北野菊次郎 役
  - 菊次郎とさき（2003年7月3日 - 9月11日、木曜ドラマ）
  - 菊次郎とさき 第2シリーズ（2005年7月21日 - 9月15日）
  - 菊次郎とさき 第3シリーズ（2007年7月5日 - 9月13日）
- 離婚弁護士（2004年4月15日 - 6月24日、フジテレビ） - 山岡哲治 役 ※特別出演
- ビー・バップ・ハイスクールシリーズ（2004年 - 2005年、TBS、水曜プレミア） - 鬼島刑事 役
  - ビー・バップ・ハイスクール1（2004年6月16日）
  - ビー・バップ・ハイスクール2（2005年8月17日）
- 電池が切れるまで（2004年4月22日 - 6月24日、テレビ朝日） - 末永誠一 役
- アイ'ム ホーム 遙かなる家路（2004年11月15日 - 12月16日、NHK） - 山野辺俊 役
- 徳川綱吉 イヌと呼ばれた男（2004年12月28日、フジテレビ） - 浅野内匠頭 役
- みんな昔は子供だった（2005年1月11日 - 3月22日、フジテレビ） - 矢吹昭平 役
- 不機嫌なジーン（2005年1月17日 - 3月28日、フジテレビ） - 山本光 役 ※特別出演
- 赤い疑惑（2005年6月15日 - 6月29日、TBS、赤いシリーズ2005） - 大島茂 役
- 1リットルの涙（2005年10月11日 - 12月20日、フジテレビ） - 池内瑞生 役
  - 1リットルの涙 特別編〜追憶〜（2007年4月5日）
- 里見八犬伝（2006年1月2・3日、TBS、TBS開局50周年記念スペシャルドラマ） - 赤岩一角 役
- ザ・ヒットパレード〜芸能界を変えた男・渡辺晋物語〜（2006年5月26・27日、フジテレビ） - 植木等 役
- 探偵学園Q（2006年7月1日、日本テレビ） - 団守彦 役
  - 探偵学園Q（2007年7月3日 - 9月11日）
- 名探偵コナン 10周年ドラマスペシャル「工藤新一への挑戦状〜さよならまでの序章（プロローグ）〜」（2006年10月2日、読売テレビ） - 毛利小五郎 役
  - 名探偵コナン ドラマスペシャル第2弾「工藤新一の復活! 黒の組織との対決」（2007年12月17日、読売テレビ）
  - 名探偵コナン ドラマスペシャル第3弾 「工藤新一への挑戦状〜怪鳥伝説の謎〜」（2011年4月15日、読売テレビ）
  - 名探偵コナン 工藤新一への挑戦状（2011年7月7日 - 9月29日、読売テレビ）
  - 名探偵コナン ドラマスペシャル第4弾 「工藤新一 京都新撰組殺人事件」（2012年4月12日、読売テレビ）
- 鉄板少女アカネ!!（2006年10月15日 - 12月10日、TBS、日曜劇場） - 黒金銀造 役
- ドラマW 神様からひと言（2006年、WOWOW） - 篠崎薫 役
- 氷点（2006年11月25・26日、テレビ朝日） - 高木裕介 役
- 隠蔽捜査（2007年3月10日、テレビ朝日、土曜ワイド劇場） - 竜崎伸也 役
  - 隠蔽捜査2（2008年10月4日）
- 交渉人〜THE NEGOTIATOR〜（2008年1月10日 - 2月28日、テレビ朝日、木曜ドラマ） - 桐沢圭吾 役
  - 交渉人〜THE NEGOTIATOR〜 スペシャル（2009年2月28日）
  - 交渉人〜THE NEGOTIATOR〜 2（2009年10月22日 - 12月17日）
- 和田アキ子物語（2008年6月20日、フジテレビ、金曜プレステージ） - クニヤン 役
- Tomorrow〜陽はまたのぼる〜（2008年7月6日 - 9月7日、TBS） - 蓮見洋治 役 ※特別出演
- クッキングパパ（2008年8月29日、フジテレビ、金曜プレステージ） - 東山徹思 役
- 小児救命（2008年10月16日 - 2月18日、テレビ朝日） - 柾陽介 役
- ありふれた奇跡（2009年1月8日 - 3月19日、フジテレビ） - 藤本誠 役
- 東大落城（2009年1月14日、日本テレビ、日本史サスペンス劇場・特別企画） - 佐々淳行 役
- にぃにのことを忘れないで（2009年8月29日、日本テレビ、24時間テレビスペシャルドラマ） - 川井陽一 役
- 任侠ヘルパー 第10話・最終話（2009年9月10日・17日、フジテレビ） - 藤堂慶太郎 役
- 鉄の骨（2010年7月3日 - 31日、NHK） - 尾形総司 役
- 崖っぷちのエリー〜この世でいちばん大事な「カネ」の話（2010年7月 - 9月、朝日放送・テレビ朝日） - 相原正造 役 ※特別出演
- 最上の命医（2011年1月 - 3月、テレビ東京） - 桐生奠 役
- 連続ドラマW（WOWOW）
  - 再生巨流（2011年3月6日） - 三瀬隆司 役
  - 推定有罪（2012年） - 浅田邦生 役 ※友情出演
  - トップリーグ（2019年10月 - 11月） - 阿久津康夫 役
  - 松本清張 眼の壁（2022年6月19日 - 7月17日）- 山杉喜太郎 役[18]
  - フィクサー Season1（2023年4月23日 - 5月21日） - 大泉勇作 役[19][20]
- CONTROL〜犯罪心理捜査〜 第10話・最終話（2011年3月15日・22日、フジテレビ） - 安斉昭典 役
- 余命3ヶ月を、生きる（2011年3月26日、フジテレビ） - 嘉門達夫 役
- ピースボート -Piece Vote-（2011年7月 - 9月、日本テレビ） - 雄山雄一 役
- 三毛猫ホームズの推理 第10話・最終話（2012年6月16日・23日、日本テレビ） - 金田広造 役
- ボーイズ・オン・ザ・ラン（2012年7月 - 9月、テレビ朝日） - 鈴木 役
- バッケンレコードを超えて（2013年1月27日、北海道文化放送） - 本田隆利 役
- 命のあしあと（2013年1月27日、NHK BSプレミアム）[21] - 日高修平 役
- 猫弁と透明人間（2013年4月22日、TBS） - 大福徹二 役
- HAMU-公安警察の男 （2014年1月、フジテレビ） - 宇津木鷹実 役
- 刑事の十字架（2014年5月7日、テレビ東京、水曜ミステリー9） - 島田直治 役
- 獣医さん、事件ですよ（2014年7月 - 9月、読売テレビ） - 柴健太郎 役
- アウトバーン マル暴の女刑事・八神瑛子（2014年8月9日、フジテレビ、スペシャルドラマ） - 戸塚讓治 役
- 松本清張 黒い画集-草-（2015年3月25日、テレビ東京、テレビ東京開局50周年特別企画） - 桐嶋英司 役
- 黒星警部の密室捜査（2015年6月17日、テレビ東京、水曜ミステリー9） - 黒星光 役
- 銭の捜査官 西カネ子（2016年2月15日、TBS、月曜ゴールデン） - 堂島晋一郎 役
- 松本清張特別企画『喪失の儀礼』（2016年3月30日、テレビ東京） - 須田浩平 役
- 沈まぬ太陽 第2部（2016年7月 - 9月、WOWOW） - 岩合宗助 役 [22]
- 誤差（2017年、テレビ東京） ‐ 立花亮介 役
- ドクターX〜外科医・大門未知子〜 第5期（2017年、テレビ朝日） - 猪又孝 役
- 雨が降ると君は優しい（2017年、Hulu） - 倉田和馬 役
- 松本清張特別企画 犯罪の回送（2018年7月2日、テレビ東京）  - 小森修司 役
- 善人長屋 第7話・第8話（2022年8月19日・26日、NHK BSプレミアム・BS4K） - 野州屋喜八朗 役[23]
- 何曜日に生まれたの（2023年8月6日 - 10月8日、朝日放送テレビ・テレビ朝日） - 黒目丈治 役[24]
- 松本清張ドラマスペシャル 第一夜「顔」（2024年1月3日、テレビ朝日） - 大西彰 役[25]
- 大奥（2024年1月18日 - 3月28日、フジテレビ） - 田安宗武 役[26]
- ダブルチート 偽りの警官 Season2（2024年6月29日 - 8月17日、WOWOW） -  海藤周 役[27]

### 映画
- 爆裂都市 BURST CITY（1982年3月13日、東映） - コマンド佐々木（バトル・ロッカーズ） 役
- ビッグマグナム 黒岩先生（1985年4月13日、東映） - ダーティーヒーローの歌手 役
- ウホッホ探険隊（1986年、東宝） - 定岡勉 役
- 時計 Adieu l'Hiver （1986年10月10日、日本ヘラルド） - 浅川達矢 役
- いとしのエリー（1987年4月11日、東宝） - 山本達巳 役
- ちょうちん（1987年5月23日、東映） - 村田千秋 役
- 疵（1988年9月2日、東映） - 花形敬 役
- 極道渡世の素敵な面々（1988年6月11日、東映） - 坂井亮 役
- 快盗ルビイ（1988年11月12日、東宝） - 留美（ルビイ）の恋人 役
- 座頭市（1989年2月4日、松竹） - 八州取締役 役
- ハリマオ（1989年6月3日、松竹） - 谷豊（ハリマオ） 役
- さらば愛しのやくざ（1990年11月23日、東映） - 藤島悟郎 役
- 獅子王たちの夏（1991年、東映） - 男 役
- 修羅の伝説（1992年1月15日、東映） - 本堂大介 役
- 赤と黒の熱情（1992年4月25日、東映） - 松浦楯夫 役
- 結婚（1993年4月24日、松竹、【W主演：原田知世】） - 竹内尚也 役
- 河童（1994年、日本ヘラルド） - 鈴森勇吉 役
- のぞき屋（1995年5月13日、東映） - 聴 役
- CAB（1996年5月11日、にっかつ） - 木田良介（タクシードライバー） 役
- 不法滞在（1996年8月10日、アルゴ・ピクチャーズ） - 辰巳洋一（入国管理官） 役
- シャ乱Qの演歌の花道（1997年8月30日、東宝） - 黒井ひでと 役
- 三毛猫ホームズの推理<ディレクターズ・カット版>（1998年2月、PSC） - 片山義太郎 役
- 破線のマリス（2000年3月11日、アスミック・エース） - 麻生公彦（官僚） 役
- RED SHADOW 赤影（2001年8月11日、東映） - 竹之内基章 役
- ROCKERS（2003年9月27日、ギャガ・コミュニケーションズ、【初監督作品】） - 携帯ショップの客 役
- 殴者 NAGURIMONO（2005年9月13日、ワイズポリシー） - ピストル愛次郎（ヤクザ） 役
- チェケラッチョ!!（2006年4月22日、東宝） - 伊坂平介 役
- バックダンサーズ!（2006年） - 鈴木丈太郎（ジョージ） 役
- 愛の流刑地（2007年1月13日） - 北岡弁護士 役
- なくもんか（2009年11月14日、東宝） - 桂谷壮一郎 役
- 交渉人 THE MOVIE タイムリミット高度10,000mの頭脳戦（2010年2月11日、東映） - 桐沢圭吾 役
- 種まく旅人〜みのりの茶〜（2012年3月17日、ゴー・シネマ） - 大宮金次郎 役
- 劇場版 仮面ライダーウィザード in Magic Land（2013年8月3日、東映） - オーマ大臣 / ドレイク / 仮面ライダーソーサラー 役
- 超高速!参勤交代（2014年6月21日、松竹） - 松平信祝 役
- 超高速!参勤交代 リターンズ（2016年9月10日、松竹） - 松平信祝 役[28]
- 灰色の壁 -大宮ノトーリアス-（2022年2月25日、アルバトロス・フィルム） - 杉山 役[29]
- ALIVEHOON アライブフーン（2022年6月10日、イオンエンターテイメント）- 武藤亮介 役[30]
- オオムタアツシの青春（2025年9月公開予定、フリック） - 樋渡静男 役[31]

### 舞台
- リトル・ショップ・オブ・ホラーズ（1984年） - サドの歯医者 役
- バディ〜バディ・ホリー物語〜 （1997年） - バディ・ホリー 役
- 劇団EXILE W-IMPACT『レッドクリフ 〜戦〜』（2011年） - 諸葛亮 役
- 菊次郎とさき（2012年・2015年） - 北野菊次郎 役
- ウィズ〜オズの魔法使い〜 - ウィズ 役
  - （2012年9月28日 - 30日、KAAT神奈川芸術劇場ホール） / （2012年10月4日 - 7日、梅田芸術劇場メインホール） / （2012年10月18日 - 28日、東京国際フォーラムホールC） / （2012年11月3日 - 6日、中日劇場）
  - （2015年3月7日 - 4月26日、東京国際フォーラムホールC 他）
- Honganji（2016年1月 - 2月、新歌舞伎座・中日劇場・EX THEATER ROPPONGI） - 織田信長 役
  - Honganji〜リターンズ〜（2016年8月、明治座）[32]
- ミュージカル『プリシラ』（2016年12月、日生劇場） - バーナデット 役 [33]
  - ミュージカル『プリシラ』（2019年3月、日生劇場）- バーナデット 役
- RockOpera『R&J』（2019年6月-7月、日本青年館・森ノ宮ピロティホール）-ロレンス役

### 劇場アニメ
- 劇場版ポケットモンスター ダイヤモンド&パール 幻影の覇者 ゾロアーク（2010年） - コーダイ 役

### ゲーム
- 仮面ライダー バトライド・ウォーII（2014年6月、PS3、Wii U） - 仮面ライダーソーサラー 役
- スーパーヒーロージェネレーション（2014年10月23日、PS3、PS Vita） - 仮面ライダーソーサラー 役[34]

### バラエティ
- 今夜は最高!（1986年、日本テレビ）
- うれしたのし大好き（1992年 - 1993年・2015年 - 2016年、フジテレビ）
- 陣内・ヒロミのM'sな夜（1995年、TBS）
- ハッピーバースデー!（1997年 - 1999年、フジテレビ） - 司会
- S-FIELD→S-FIELD THEサバイバル→S-FIELD ガムシャカ伝説（1999年 - 2001年、関西テレビ）
- ジャングルブック（2001年、テレビ朝日） - 司会
- メ〜テレワイド サンダー5（2003年、メ〜テレ） - 司会
- 抱きしめたいっ!（2005年 - 2006年、日本テレビ）
- ネプリーグ (2006年5月22日- フジテレビ)
- 第39回日本有線大賞（2006年12月16日、TBS） - 司会
- 栗山千明のタンゴカフェ（2012年2月16日 - 3月、NHK BSプレミアム） - 謎のマスター
- くりぃむクイズ ミラクル9（テレビ朝日） - 不定期出演
- 芸能人格付けチェック（テレビ朝日） - 不定期出演
- 福おかぁさん（2017年4月26日 - 2018年3月14日、RKB毎日放送） - 司会
- シークレットゲームショー（2020年3月14日、朝日放送テレビ） - 司会
- 福岡ゲンジン（2020年・2021年、福岡放送） - 司会

### ナレーション
- にっぽん!いい旅（2013年10月9日-2015年3月11日、テレビ東京）

### ナビゲーター
- NHKスペシャル 病の起源 第1集 がん〜人類進化が生んだ病〜（2013年5月19日、NHK）

### ラジオ番組
- 陣内孝則のもいちどダンディズム（1987年1月11日 - 4月5日、文化放送）

### CM
- 資生堂「ギア」（1986年 - 1988年）
- アサヒビール「アサヒコーヒーNOVA」
- リクルート「Bing」
- 日産自動車「マキシマ」（1988年）「サニー」（B13前期型）（1990年）
- オリンパス「IZM」（1988年 - 1990年）
- 田辺製薬（現:田辺三菱製薬）「アスパラエース」（1990年-1991年）
- JT「セレクト スペシャルライト」（1991年）
- 日立 エアコン
- ニチレイ「アセロラのおいC水」（1993年）
- 日本生命「ニッセイふれあい家族」（1995年）
- CHINTAI
- 三和銀行（現:三菱UFJ銀行）「オールワン」
- 東海銀行（現:三菱UFJ銀行）
- 大関
- キリンビール「のどごし生ビール」
- サントリー「サントリー新モルツ」
- 大王製紙「エリエールフレンド」
- マクドナルド「チキンタツタ」、「ほたてマック」
- サークルK (現・ファミリーマート)（1995年 - 1997年）
- 池田模範堂「液体ムヒ」、「ムヒアルファS」、「ムヒソフト」（2001年）
- 共同石油（現ENEOS）「共石シエットGP-1」
- ライオン「ミクロクリーン」
- ホーユー「メンズビゲン」（2004年 - 2010年）
- サンガリア「天然水チューハイ名人」（2015年）

## 監督作品

### 映画（監督）
- 東京★ざんすっ「ランニング・フリー」（2001年） ※ 原案・劇中歌も担当
- ROCKERS（2003年）
- スマイル 聖夜の奇跡（2007年）
- 幸福のアリバイ〜Picture〜（2016年）[35]

## 受賞
- 第30回ブルーリボン賞・主演男優賞（1987年） - 『ちょうちん』
- 第12回報知映画賞・主演男優賞（1987年） - 『ちょうちん』
- 第16回ベストフォーマリスト・男性部門（2015年）[36]
- 第12回日本アカデミー賞・優秀主演男優賞[37]